# Márton Dárdai
Márton Dárdai, né le 12 février 2002 à Berlin en Allemagne, est un footballeur international hongrois qui évolue au poste de défenseur central au Hertha Berlin.

## Biographie

### Hertha Berlin
Né à Berlin en Allemagne, Márton Dárdai est formé par le club de sa ville natale, le Hertha Berlin. 
Le 7 novembre 2020, il joue son premier match en professionnel, lors d'une rencontre de Bundesliga face au FC Augsbourg. Il entre en jeu à la place de Dedryck Boyata, lors de cette rencontre remportée par son équipe sur le score de trois buts à zéro. Le 10 mai 2021, il prolonge son contrat jusqu'en 2025 avec le Hertha.
Dárdai inscrit son premier but en professionnel le 12 février 2023, jour de ses 21 ans, face au Borussia Mönchengladbach, en championnat. Il est titularisé et marque d'une frappe lointaine d'environ 20 mètres, participant ainsi à la victoire de son équipe par quatre buts à un,.

### En sélection

#### Avec l'Allemagne
Márton Dárdai représente l'Allemagne dans les sélections de jeunes. Avec les moins de 17 ans il marque notamment un but lors de la victoire allemande contre l'Irlande le 14 novembre 2018 (1-4). Il participe ensuite au championnat d'Europe des moins de 17 ans en 2019. Lors de ce tournoi organisé en Irlande, il officie comme capitaine lors du premier match de cette compétition et joue les trois rencontres des allemands, qui ne parviennent pas à sortir de la phase de groupe. En tant que capitaine de l'équipe U17 allemande il reçoit le prix du fair-play en décembre 2019.
Le 25 mars 2022, Márton Dárdai joue son premier match avec l'équipe d'Allemagne espoirs contre la Lettonie. Il est titularisé et son équipe s'incline par quatre buts à zéro.

#### Avec la Hongrie
Alors qu'il a toujours représenté l'Allemagne jusqu'ici, Márton Dárdai décide de changer de sélection en janvier 2024, optant pour le pays dont est originaire son père, la Hongrie,. En mars 2024 il est convoqué pour la première fois avec l'équipe nationale de Hongrie par le sélectionneur Marco Rossi.
En mai 2024, il est sélectionné par Marco Rossi pour participer à l'Euro 2024 avec la Hongrie.

## Vie personnelle
Márton Dárdai est le fils de l'ancien footballeur international hongrois Pál Dárdai. Ses frères Palkó Dárdai et Bence Dárdai sont également footballeurs professionnels,.

## Statistiques
| Saison                | Club                  | Championnat           | Championnat | Championnat | Coupe(s) nationale(s) | Coupe(s) nationale(s) | Compétition(s) continentale(s) | Compétition(s) continentale(s) | Compétition(s) continentale(s) | Total | Total |
| Saison                | Club                  | Division              | M.          | B.          | M.                    | B.                    | Comp.                          | M.                             | B.                             | M.    | B.    |
| 2020-2021             | Hertha Berlin         | Bundesliga            | 12          | 0           | -                     | -                     | -                              | -                              | -                              | 12    | 0     |
| 2021-2022             | Hertha Berlin         | Bundesliga            | 12          | 0           | 1                     | 0                     | -                              | -                              | -                              | 13    | 0     |
| 2022-2023             | Hertha Berlin         | Bundesliga            | 17          | 1           | -                     | -                     | -                              | -                              | -                              | 17    | 1     |
| 2023-2024             | Hertha Berlin         | 2.Bundesliga          | 28          | 0           | 4                     | 0                     | -                              | -                              | -                              | 32    | 0     |
| Sous-total            | Sous-total            | Sous-total            | 69          | 1           | 5                     | 0                     | -                              | -                              | -                              | 74    | 1     |
| Total sur la carrière | Total sur la carrière | Total sur la carrière | 69          | 1           | 5                     | 0                     | -                              | -                              | -                              | 74    | 1     |